# Chaumeil

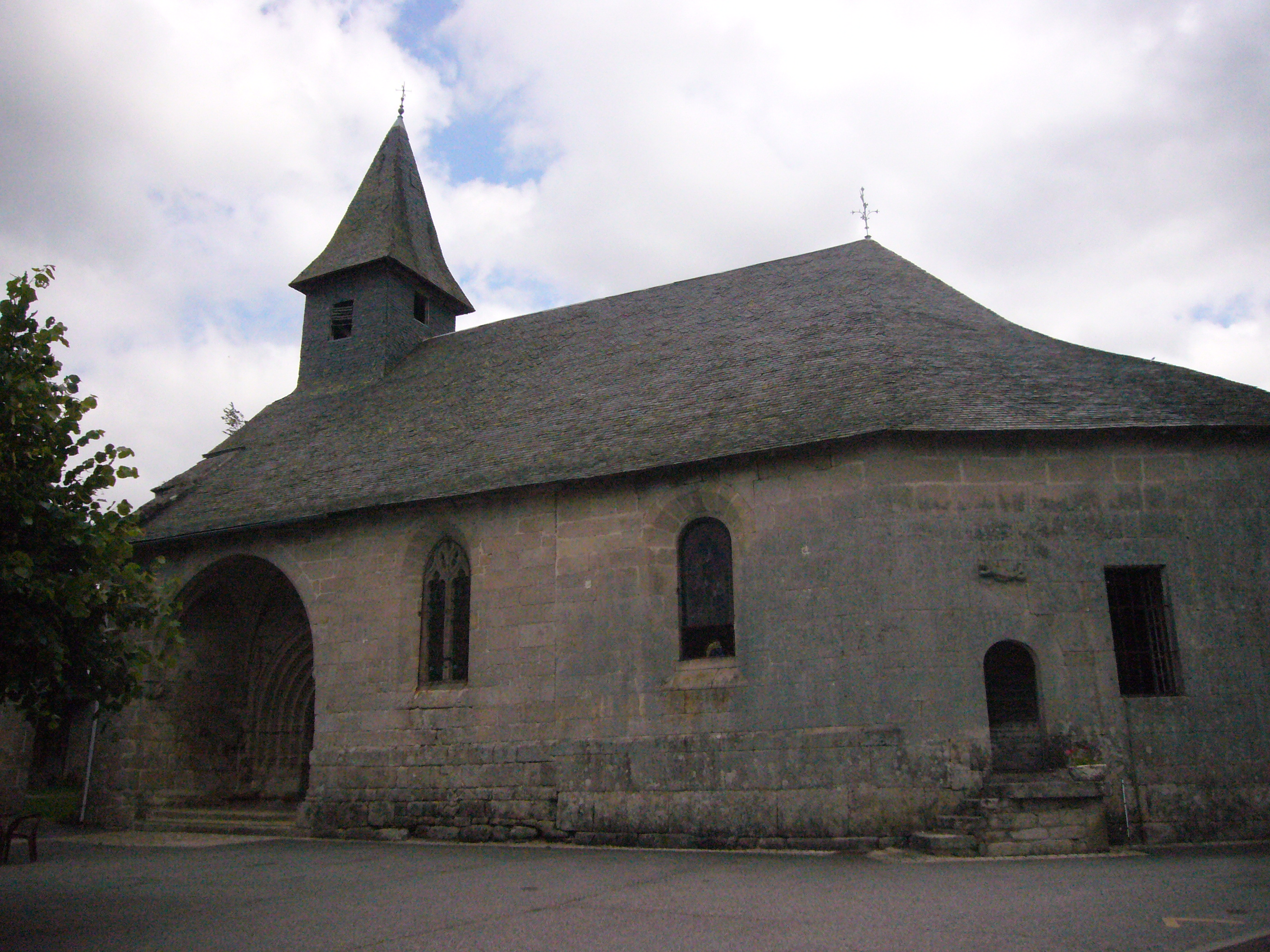
Die Kirche von Chaumeil

Chaumeil (Chaumelh auf Okzitanisch) ist eine französische Gemeinde mit 166 Einwohnern (Stand 1. Januar 2022) im Département Corrèze in der Region Nouvelle-Aquitaine. Des Weiteren ist das Gemeindegebiet ein Teil des Massif des Monédières. Die Einwohner nennen sich Chaumeillois(es).

## Geografie
Die Gemeinde liegt im Zentralmassiv im südlichen Teil des Plateau de Millevaches und somit auch im Regionalen Naturpark Millevaches en Limousin. Des Weiteren ist das Gemeindegebiet auch ein Teil des Massif des Monédières. Das Gemeindegebiet wird vom Flüsschen Douyge durchquert, an der östlichen Gemeindegrenze verläuft die Corrèze, sowie deren Zufluss Corrèze de Pradines.
Tulle, die Präfektur des Départements, befindet sich ungefähr 25 Kilometer südwestlich und Égletons etwa 14 Kilometer südöstlich. Die Abfahrt 22 der Autoroute A89 ist rund 13 Kilometer in südöstlicher Richtung entfernt.
Nachbargemeinden von Chaumeil sind Pradines im Nordosten, Grandsaigne im Osten, Saint-Yrieix-le-Déjalat im Südosten, Sarran im Süden, Meyrignac-l’Église im Südwesten, Saint-Augustin im Westen sowie Veix im Nordwesten.

## Wappen
Beschreibung: In Gold und Rot geschacht.

## Einwohnerentwicklung
| Jahr      | 1962 | 1968 | 1975 | 1982 | 1990 | 1999 | 2007 | 2018 |
| Einwohner | 236  | 325  | 270  | 218  | 188  | 192  | 159  | 160  |

## Sehenswürdigkeiten
- Kreuz von Chaumeil, ein Steinkreuz aus dem 16. Jahrhundert im Zentrum von Chaumeil

## Persönlichkeiten
- Jean-Baptiste Billot (1828–1907), französischer General und Politiker